# 下町 (さいたま市)
下町（しもちょう）は、埼玉県さいたま市大宮区の町丁。現行行政地名は下町一丁目から下町三丁目。住居表示未実施地区。郵便番号は330-0844。

## 地理
さいたま市大宮区の中央部で、大宮駅の南東部に位置している。仲町、東町、浅間町、吉敷町、錦町に隣接する。下町一丁目には、歓楽街である大宮南銀座が所在する。歓楽街を外れた地区は、埼玉県道164号鴻巣桶川さいたま線（旧中山道）周辺を中心に、主に銀行や企業の事務所などがある商業地である。大宮宿新宿下町だったことが地名の由来。

## 歴史
- 1955年（昭和30年）7月1日：大宮市大字大宮および大字高鼻の各一部から下町一丁目 - 三丁目が成立[5][6][注釈 1]。
- 1968年（昭和43年）：地内に大宮歯科衛生士専門学校が創立される。
- 1970年（昭和45年）1月11日：下町三丁目に大宮市民会館（現・さいたま市民会館おおみや）が落成する[9]。
- 1970年（昭和45年）：地内に映画館を中心とした複合娯楽施設「大宮ハタプラザ」が開業する。
- 1983年（昭和58年）4月：国際障害者年記念事業として「大宮市ひまわり学園」（現、さいたま市総合療育センターひまわり学園）が開園する。
- 2001年（平成13年）5月1日：浦和市・大宮市・与野市が合併し、さいたま市が発足[10]。同市の町丁となる。
- 2003年（平成15年）4月1日：さいたま市が政令指定都市に移行し[10]、同市大宮区の町丁となる。
- 2006年（平成18年）6月18日：「大宮ハタプラザ」が閉館する。跡地には高層マンションが建設された。
- 2018年（平成30年）4月：下町一丁目・二丁目が暴力団排除特別強化地域に指定。暴力団員との間で みかじめ料のやり取りが禁止された[11]。
- 2022年（令和4年）3月31日：さいたま市民会館おおみやが、下町三丁目から大門町二丁目に移転する。

## 世帯数と人口
2017年（平成29年）9月1日時点の世帯数と人口は、以下のとおりである。
| 丁目       | 世帯数    | 人口    |
| ---------- | --------- | ------- |
| 下町一丁目 | 185世帯   | 370人   |
| 下町二丁目 | 159世帯   | 266人   |
| 下町三丁目 | 1,196世帯 | 2,814人 |
| 計         | 1,540世帯 | 3,450人 |

## 小・中学校の学区
市立小・中学校に通う場合、学区（校区）は以下のとおりとなる。
| 丁目       | 区域 | 小学校                 | 中学校                   |
| ---------- | ---- | ---------------------- | ------------------------ |
| 下町一丁目 | 全域 | さいたま市立大宮小学校 | さいたま市立大宮東中学校 |
| 下町二丁目 | 全域 | さいたま市立大宮小学校 | さいたま市立大宮東中学校 |
| 下町三丁目 | 全域 | さいたま市立大宮小学校 | さいたま市立大宮東中学校 |

## 施設
かつては地内に二丁目に大宮電報電話局が、三丁目に養護施設のひまわり学園などが所在した。また、2022年まではさいたま市民会館おおみやが存在した。
- 埼玉県自動車税事務所
- 下町明美会館
- 大宮歯科衛生士専門学校
- 群馬銀行大宮支店
- 足利銀行大宮支店
- 第四北越銀行大宮支店
- 市営氷川住宅
- 山丸公園（一部）
- 大宮教会

## 交通

### 鉄道
下町一丁目の南西部を東日本旅客鉄道（JR東日本）京浜東北線が通るが、駅はない。最寄り駅は、全域が各線の大宮駅である。

### 道路
- 埼玉県道164号鴻巣桶川さいたま線（旧中山道）[13]
- 大宮南銀座